# Iron Brigade
La Brigada de Hierro, también conocida como The Black Hats, Black Hat Brigade, Iron Brigade of the West y originalmente King's Wisconsin Brigade, fue una brigada de infantería en el Ejército de la Unión del Potomac durante la Guerra Civil Americana. Aunque luchó completamente en el Teatro del Este, estaba compuesto por regimientos de tres estados occidentales que ahora se encuentran dentro de la región del Medio Oeste. Conocida por su fuerte disciplina, su apariencia uniforme única y su tenaz habilidad de combate, la Brigada de Hierro sufrió el mayor porcentaje de bajas de cualquier brigada en la guerra.
El apodo de "Brigada de Hierro", con su connotación de combatientes con disposición de hierro, se aplicó formal o informalmente a varias unidades en la Guerra Civil y en conflictos posteriores. La Brigada de Hierro del Oeste fue la unidad que recibió la publicidad más duradera en el uso del apodo.

## Apodo
La Brigada de Hierro inicialmente consistió en el 2.º, 6.º y 7.º Regimientos de Infantería Voluntaria de Wisconsin, el 19.º Indiana, Batería B de la 4.ª Artillería Ligera de los EE. UU., Y más tarde se unió al 24.º Míchigan. Esta composición particular de hombres, de los tres estados occidentales, llevó a que a veces se la llamara la "Brigada de Hierro de Occidente". Fueron conocidos durante la guerra como los "Sombreros Negros" debido a los sombreros Hardee modelo 1858 negros que se entregaban a los clientes habituales del Ejército, en lugar de los kepis azules que usaban la mayoría de las otras unidades del Ejército de la Unión.
La brigada occidental, compuesta por tropas de Wisconsin, Míchigan e Indiana, se ganó su famoso apodo mientras estaba bajo el mando de Brig. El general John Gibbon, quien dirigió a la brigada a su primera batalla. El 28 de agosto de 1862, durante las fases preliminares de la Segunda Batalla de Bull Run, se enfrentó a los ataques de una fuerza superior al mando del mayor general Thomas J. "Stonewall" Jackson en la granja Brawner. Se dice que la designación "Brigada de Hierro" se originó durante la acción de la brigada en Turners Gap, durante la Batalla de South Mountain, un preludio de la Batalla de Antietam en septiembre de 1862. El Mayor General Joseph Hooker, al mando del I Cuerpo, se acercó al Ejército del comandante del Potomac, mayor general George B. McClellan, en busca de órdenes. Mientras los hombres occidentales avanzaban por la Carretera Nacional, obligando a la línea confederada a regresar hasta la brecha, McClellan preguntó: "¿Qué tropas están luchando en el Pike?" Hooker respondió: "Brigada de hombres occidentales [Brigadier] General Gibbon". McClellan declaró: "Deben estar hechos de hierro". Hooker dijo que la brigada se había desempeñado aún mejor en Second Bull Run; A esto, McClellan dijo que la brigada estaba formada por "las mejores tropas del mundo". Hooker supuestamente estaba eufórico y se fue sin sus órdenes. Hay algunas historias relacionadas con el origen, pero los hombres adoptaron inmediatamente el nombre, que rápidamente se utilizó en forma impresa después de South Mountain.

## Historia

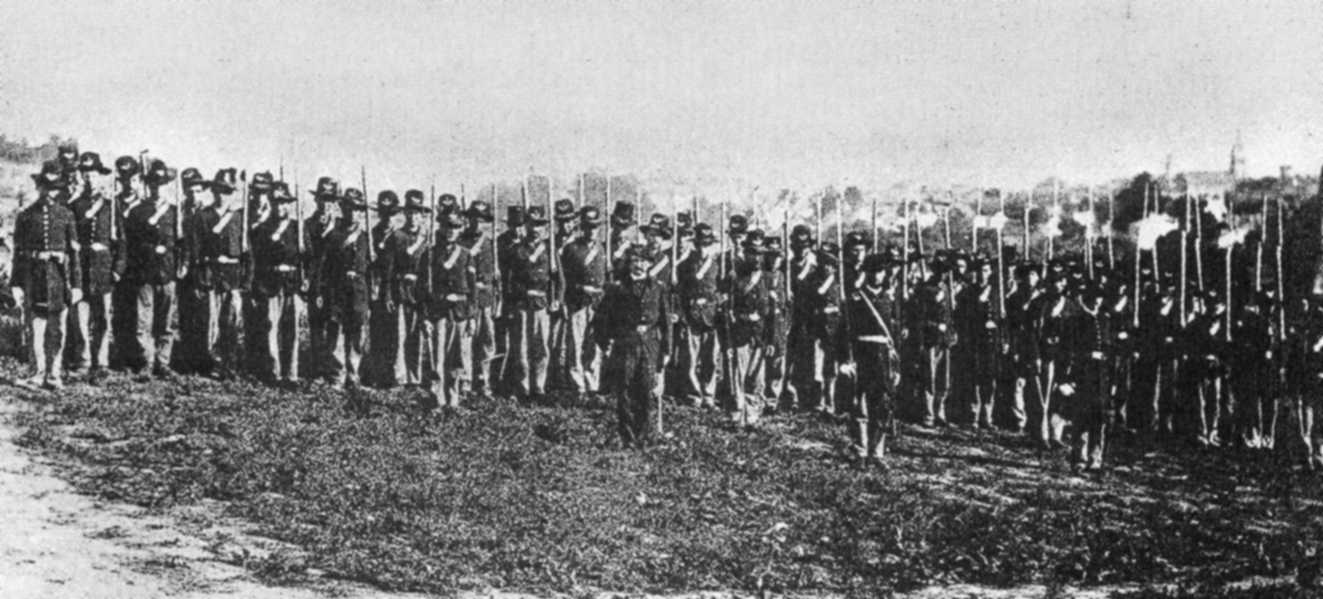
Soldados del Ejército de la Unión en el 7.º Regimiento de Infantería Voluntaria de Wisconsin, Compañía I, de la Brigada de Hierro, en Virginia, 1862

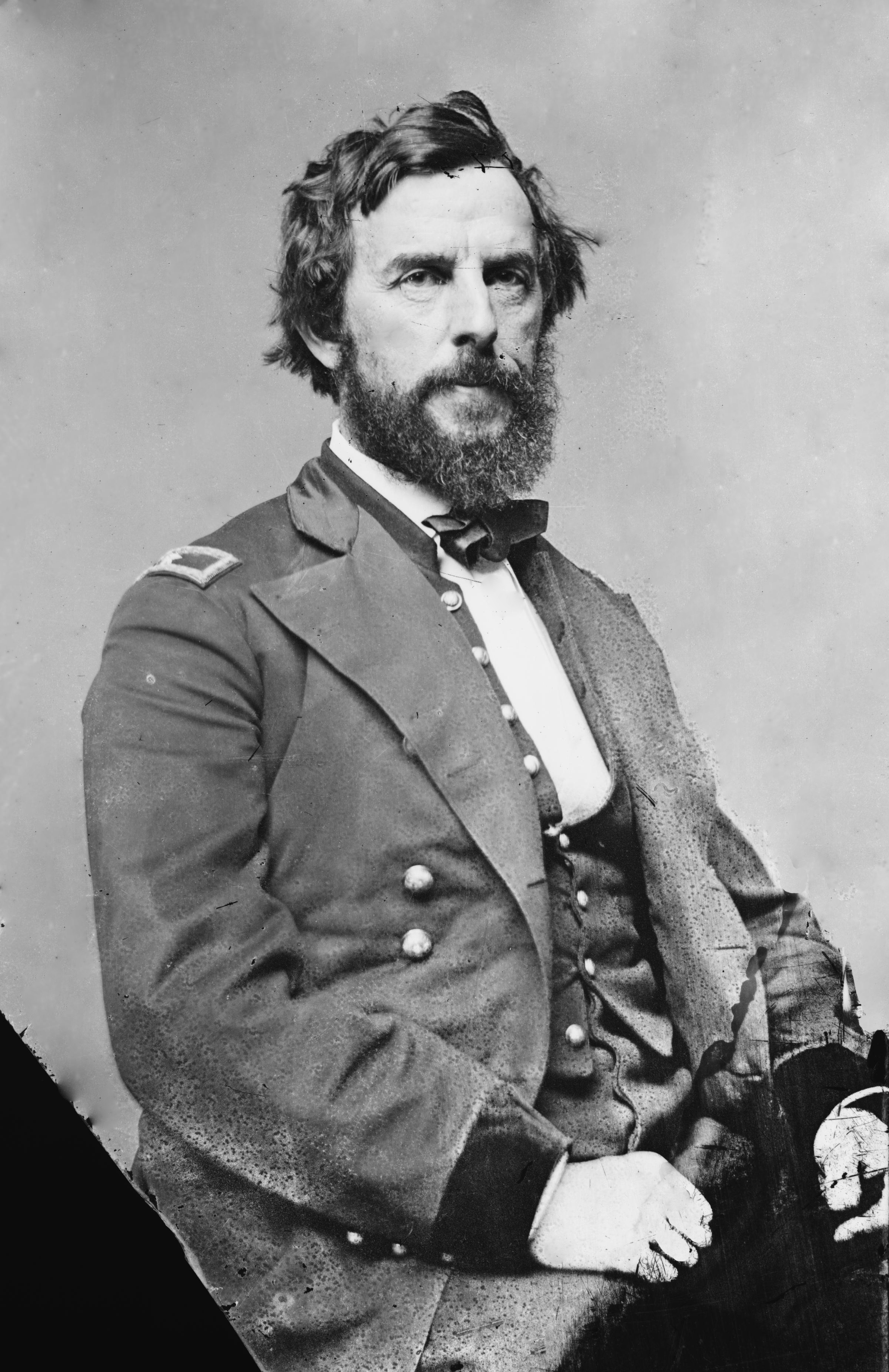
Rufus King, fundador y comandante original de la Brigada de Hierro de Wisconsin.

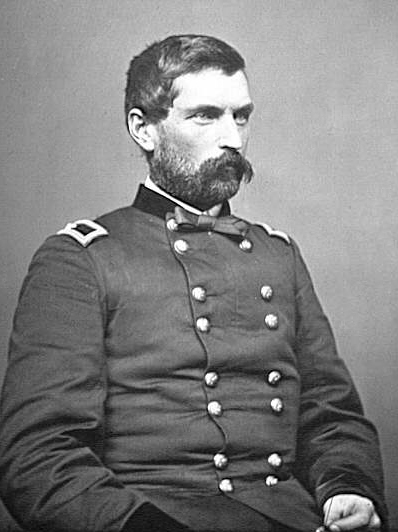
John Gibbon, el comandante de la Brigada de Hierro Occidental combinada de tres estados

La unidad que finalmente se conoció como la Brigada de Hierro se activó el 1 de octubre de 1861, tras la llegada a Washington D. C., del Séptimo Wisconsin. Se combinó en una brigada con el segundo y sexto de Wisconsin, y el 19 de Indiana, bajo el mando de Brig. Gen. Rufus King y originalmente fueron conocidos como King's Wisconsin Brigade. El gobernador de Wisconsin, Alexander Randall, había esperado ver la formación de una brigada enteramente de Wisconsin, pero el ejército frustró inconscientemente sus planes al transferir el quinto Wisconsin de la brigada de King e incluir a los Hoosiers en su lugar. Esta brigada fue inicialmente designada como la 3.ª Brigada de la división del Ejército del Potomac del Mayor General Irvin McDowell, y luego la 3.ª Brigada, el I Cuerpo.
El I Cuerpo de McDowell no se unió al grueso del Ejército del Potomac en la Campaña de la Península. En junio de 1862 fue redesignado como el III Cuerpo del Ejército de Virginia del Mayor General John Pope. Ahora bajo el mando de John Gibbon, un oficial regular del ejército de Carolina del Norte que eligió quedarse con la Unión, la brigada del Rey fue designada como Cuarta Brigada, Primera División, III Cuerpo, y vio su primer combate en la Campaña de Virginia del Norte. Casi inmediatamente después de la derrota de la Unión en la Segunda Batalla de Bull Run, el III Cuerpo fue transferido de nuevo al Ejército del Potomac y redesignado el I Cuerpo, bajo el mando de Joseph Hooker; La brigada de Gibbon se convirtió en la 4.ª Brigada, 1.ª División, I Cuerpo.
El 24.º Regimiento de Infantería Voluntaria de Míchigan se unió a la brigada el 8 de octubre de 1862, antes de la Batalla de Fredericksburg en diciembre. El 27 de febrero de 1863, la brigada, ahora bajo el mando de Brig. El general Solomon Meredith, fue redesignado como 1.ª Brigada, 1.ª División, I Cuerpo.
Los comandantes de brigada, sin tener en cuenta las asignaciones temporales, fueron:
- Brigadier General Rufus King: 28 de septiembre de 1861 - 7 de mayo de 1862
- Brigadier General John Gibbon: 7 de mayo de 1862 - 4 de noviembre de 1862
- Brigadier General Solomon Meredith: 25 de noviembre de 1862 - 1 de julio de 1863 (herido en Gettysburg)

La Brigada de Hierro perdió su estatus totalmente occidental el 16 de julio de 1863, luego de sus devastadoras pérdidas en Gettysburg, cuando se incorporó a ella la 167.ª Pensilvania. Sin embargo, la brigada que la sucedió, que incluía a los supervivientes de la Brigada de Hierro, estaba comandada por:
- Coronel William W. Robinson (del 7 de Wisconsin): 1 de julio de 1863-25 de marzo de 1864
- Brigadier General Lysander Cutler (6.º Wisconsin): 25 de marzo de 1864-6 de mayo de 1864
- Coronel William W. Robinson: 6 de mayo de 1864-7 de junio de 1864
- Brigadier General Edward S. Bragg (6.º Wisconsin): 7 de junio de 1864-10 de febrero de 1865
- Coronel John A. Kellogg (6.º Wisconsin): 28 de febrero de 1865-27 de abril de 1865
- Coronel Henry A. Morrow (24 de Míchigan): 27 de abril de 1863-5 de junio de 1865

En junio de 1865, las unidades de la brigada sobreviviente fueron separadas y reasignadas al Ejército de Tennessee.
La brigada luchó en las batallas de Second Bull Run, Antietam, Fredericksburg, Chancellorsville, Gettysburg, Mine Run, Overland, Richmond-Petersburg y Appomattox.
La brigada se enorgullecía de su designación, "Primera Brigada, Primera División, I Cuerpo", bajo la cual desempeñó un papel destacado en el primer día de la Batalla de Gettysburg, el 1 de julio de 1863. Repelió la primera ofensiva confederada a través de Herbst's Woods, capturando gran parte de Brig. La brigada del general James J. Archer y el propio Archer. El sexto Wisconsin (junto con 100 hombres de la guardia de brigada) son recordados por su famosa carga en un ferrocarril inacabado cortado al norte y al oeste de la ciudad, donde capturaron la bandera del segundo de Misisipi y tomaron a cientos de prisioneros confederados.
La Brigada de Hierro, proporcionalmente, sufrió la mayor cantidad de bajas de cualquier brigada en la Guerra Civil. Por ejemplo, el 61% (1.153 de 1.885) fueron víctimas en Gettysburg. De manera similar, el segundo Wisconsin, que sufrió 77% de bajas en Gettysburg, sufrió el tercer total más alto durante la guerra; fue tercero detrás del 24.º Míchigan (también un regimiento de la Brigada de Hierro) así como el 1.º de Minnesota en bajas totales en Gettysburg. El regimiento de Míchigan perdió 397 de 496 soldados, una tasa de bajas del 80%. El 1.º de Minnesota en realidad sufrió el mayor porcentaje de bajas de cualquier regimiento de la Unión en un solo enfrentamiento de la Guerra Civil durante la batalla de Gettysburg, perdiendo 216 de 262 hombres (82%). [cita requerida]
El último miembro sobreviviente de la Brigada de Hierro, Josiah E. Cass de Eau Claire, Wisconsin, murió el 2 de diciembre de 1947 de una fractura de cadera sufrida en una caída. Tenía 100 años.

## Uniformes

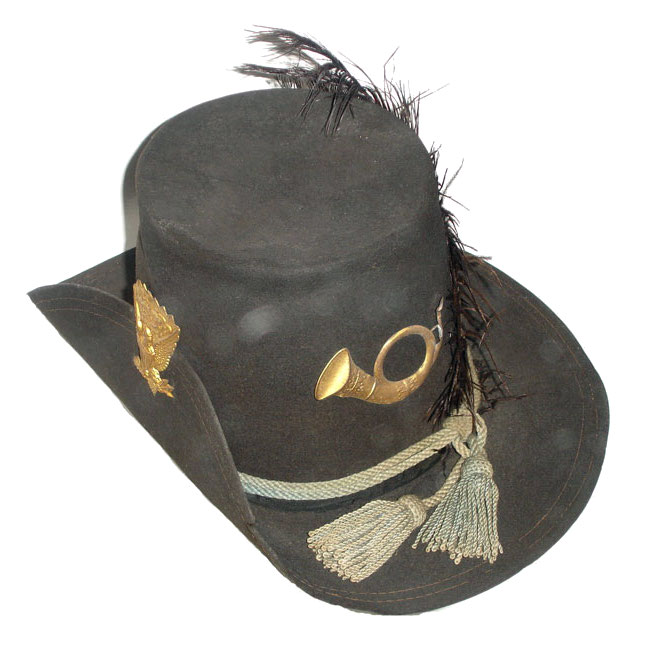
El sombrero hardee de lana negra fue el más famoso y fácilmente identificado como el sombrero usado por la "Brigada de Hierro del Oeste" del Ejército de la Unión, que se convirtió en su marca registrada. Fueron conocidos popularmente por el sobrenombre de "Los Sombreros Negros".

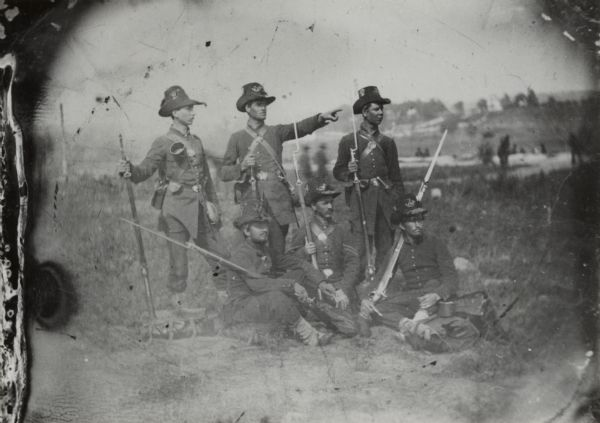
Soldados del Ejército de la Unión, del 2,º Regimiento de Infantería Voluntaria de Wisconsin, Compañía C, de la Brigada de Hierro, con una mezcla de uniformes azules y grises y los distintivos sombreros hardee. Los uniformes de la milicia estatal fueron finalmente reemplazados para evitar ser confundidos con soldados confederados. A partir de una fotografía rara, degradada y tipográfica, alrededor de 1861.

El uniforme de la Brigada de Hierro difería un poco del uniforme estándar del ejército de la Unión en ese momento. Fue diseñado para ser más un uniforme de gala que se parecía a un traje en lugar del equipo de infantería más común para hombres. Consistía en:
Un sombrero negro Hardee: Un sombrero negro alto, bloqueado y de ala, con una corneta de infantería de bronce, un parche circular rojo del I Cuerpo y números / letras de bronce en el frente para indicar unidades y compañías. Una insignia de águila de latón en el costado se usaba para sostener el ala en un espacio encorvado, y finalmente una pluma de avestruz.
Levita Union: Un abrigo largo de color azul oscuro que llega hasta la mitad de los muslos, parecido al de un abrigo de oficial. Equipado con una sola hilera de nueve botones de latón, cada uno con el águila federal en ellos. Los puños y cuellos tenían un ribete azul claro y dos botones de latón más pequeños en los puños. El interior del abrigo estaba forrado con algodón para que quedara mejor.
Pantalón azul claro / oscuro: dependiendo de la época de la guerra y de la unidad, los pantalones van del azul claro, celeste a azul oscuro del mismo color que el abrigo. El pantalón se extendía desde la cintura hasta los tobillos y tenía un bolsillo a cada lado.
Polaina de lona blanca: leggings de lona blanca con correas de cuero para evitar que las piedras y la suciedad penetren en el calzado durante el campo.
Todos los demás equipos no mencionados incluían equipo de campo estándar del ejército de la Unión que constaba de cantimploras, cinturones, caja de cartuchos, bayoneta y vaina, morral y otros artículos diversos del equipo.

## Armas
"En el lado de la Unión, las armas de fuego de Europa continental se distribuyeron principalmente a los ejércitos occidentales; como tal, el fusil de Lorenz era relativamente poco común en el ejército del Potomac (aunque dos regimientos de la famosa Brigada de Hierro las llevaban) pero Ejército de Cumberland y Ejército de Tennessee ".

## Otras brigadas de hierro

### Ejército de la Unión
Ha habido otras brigadas conocidas con el mismo nombre. Otra brigada del Ejército del Potomac se conocía anteriormente como la Brigada de Hierro, más tarde la "Brigada de Hierro del Este" o "Primera Brigada de Hierro", para evitar confusiones. Esta unidad era la 1.ª Brigada, 1.ª División, I Cuerpo, antes de que la brigada de Meredith obtuviera esa designación. Estaba formado por el 22.º de Nueva York, el 24.º de Nueva York, el 30.º de Nueva York, el 14.º Regimiento (milicia del estado de Nueva York) y el segundo de francotiradores estadounidenses. Aunque esta Brigada de Hierro del Este sirvió en la misma división de infantería que la Brigada de Hierro del Oeste, la atención de la prensa se centró principalmente en esta última. La mayoría de los regimientos orientales se reunieron antes de la Batalla de Gettysburg, donde los restantes Regimientos de la Brigada de Hierro del Este y la Brigada de Hierro del Oeste posiblemente alcanzaron su mayor fama.
Una beca reciente identifica otras dos brigadas a las que sus miembros u otras personas se refieren como "La Brigada de Hierro": 3.ª Brigada, 1.ª División, III Cuerpo (17.ª de Maine, 3.ª de Míchigan, 5.ª de Míchigan, 1.ª, 37.ª y 101.ª de Nueva York) Brigada de Reno de la expedición de Carolina del Norte (21.ª y 35.ª de Massachusetts, 51.ª de Pensilvania y 51.ª de Nueva York)
La Brigada Horn, una unidad que prestaba servicios en el Teatro Occidental, era conocida como la "Brigada de Hierro del Ejército de Cumberland".

### Ejército Confederado - Brigada de Hierro de Shelby
La Brigada de Hierro de Shelby era una brigada de caballería confederada también conocida como la "Brigada de Hierro de Missouri". La Brigada de Hierro Confederada era parte de la división, comandada por Brig. El General Joseph O. "Jo" Shelby, en el Ejército de Arkansas y luchó en la Expedición a Misuri del Mayor General Sterling Price, en 1864.

### Ejército estadounidense moderno
La 2.ª Brigada de la 1.ª División Blindada del Ejército de los EE. UU. Lleva el apodo de Brigada de Hierro desde 1985 y anteriormente se llamaba Brigada "Sombrero Negro".
El Equipo de Combate de la Tercera Brigada, la Primera División de Infantería fue conocido como la Brigada de Hierro desde su formación en 1917 hasta la Primera Guerra Mundial, Segunda Guerra Mundial y Vietnam, hasta algún momento a principios de la década de 2000 cuando, por razones que aún no están claras, el nombre fue cambiado a Duke Brigade. El escudo de la unidad era una Cruz de Hierro en un triángulo, parece que eso también se cambió. La 3.ª Brigada de la 4.ª División de Infantería también se conoce como Brigada de Hierro. El escudo de su unidad es similar a las medallas otorgadas a los veteranos de las Brigadas de Hierro del Este y del Oeste del Ejército del Potomac. El Equipo de Combate de la 1.ª Brigada Pesada de la 2.ª División de Infantería (Estados Unidos) también se conoce como la Brigada de Hierro. Ubicada en Camp Casey, Corea del Sur, la brigada tiene un papel fundamental de disuasión militar en la península de Corea.
La 2.ª Brigada de la 3.ª División Blindada (punta de lanza), anteriormente estacionada en Coleman Kaserne en Gelnhausen, Alemania.
La 157.ª Brigada de Mejora de Maniobras, también conocida como la Brigada de Hierro, tiene su sede en Milwaukee, Wisconsin. Anteriormente se conocía como la 57.ª Brigada de Artillería de Campaña, en cuyo momento sus organizaciones subordinadas incluían el 1.er Batallón, 126.º Regimiento de Artillería de Campo y el 1.er Batallón, 121.º Regimiento de Artillería de Campo de la Guardia Nacional del Ejército de Wisconsin, más el 1.er Batallón, 182.º de Artillería de Campo. Regimiento de la Guardia Nacional del Ejército de Míchigan. No debe confundirse con la famosa "Brigada de Hierro" de la Guerra Civil, la 57.ª Brigada de Artillería de Campaña también se conoce como la "Brigada de Hierro", un apodo que tradicionalmente se le da a las unidades de artillería de crack en la Guerra Civil. Fue durante la Primera Guerra Mundial que la 57.ª Brigada de Artillería de Campaña se ganó su apodo, ya que pasó muchas horas en el frente y disparó más rondas de artillería que cualquier brigada del ejército estadounidense.
La 32.ª División de Infantería fue una división de infantería de la Guardia Nacional del Ejército de los Estados Unidos que luchó principalmente durante la Primera Guerra Mundial y la Segunda Guerra Mundial. Se formó con unidades de los estados de Wisconsin y Míchigan. Con raíces como la Brigada de Hierro en la guerra civil estadounidense, las unidades ancestrales de la división se conocieron como la División de la Mandíbula de Hierro. La división fue convocada brevemente durante la Crisis de Berlín en 1961. En 1967, la división fue desactivada y reconstituida la 32.ª Brigada de Infantería de la Guardia Nacional del Ejército de Wisconsin sólo para ser reorganizada en 2007 como el 32.º Equipo de Combate de la Brigada de Infantería. La insignia de la manga del hombro que se usa actualmente es una línea roja atravesada con una flecha roja, lo que les da el sobrenombre de Red Arrow Brigade, que se ganó en la Primera Guerra Mundial, donde la 32.ª División luchaba contra los alemanes junto con los franceses, quienes notaron la tenacidad de la unidad al perforando las líneas alemanas, como una flecha y llamando a la unidad Les Terribles, es decir, Los Terrores.

### Deportes
El nombre "Brigada de Hierro" también se ha utilizado para describir la línea ofensiva del equipo de fútbol americano Badger de la Universidad de Wisconsin. La línea es conocida por su tamaño, fuerza y dedicación a la protección del backfield. Los Badgers juegan en el Camp Randall Stadium, un sitio utilizado para entrenar a los voluntarios de Wisconsin durante la Guerra Civil.

## Otras lecturas
- Herdegen, Lance J., ¡ Esos malditos sombreros negros! La Brigada de Hierro en la Campaña de Gettysburg. Savas, 2008.ISBN 978-1-932714-48-7
- Madaus, Howard Michael y Richard Zeitlin. " Las banderas de la Brigada de Hierro ". Revista de Historia de Wisconsin, vol. 69, no. 1 (otoño de 1985): 3-35.
- Wert, Jeffry D., A Brotherhood of Valor: The Common Soldiers of the Stonewall Brigade, CSA, and the Iron Brigade, USA. Piedra de toque, 1999. ISBN 978-0-684-86244-6
- Zeitlin, Richard. " Más allá de la batalla: las banderas de la Brigada de Hierro, 1863-1918 ". Revista de Historia de Wisconsin, vol. 69, no. 1 (otoño de 1985): 36-66.